# 김성수 (1961년)
김성수(金性洙, 1961년 11월 15일~)는 대한민국의 영화 감독, 제작자, 각본가이다. 1993년 영화 《비명 도시》로 데뷔했다.

## 학력
- 서울한남국민학교 졸업
- 중앙대학교 사범대학 부속고등학교 졸업
- 세종대학교 영어영문학과 학사
- 동국대학교 대학원 연극영화 석사

## 주요 작품
- 《그들도 우리처럼》(1990년, 각본)
- 《비명 도시》(1993년)
- 《런어웨이》(1995년)
- 《비트》(1997년)
- 《태양은 없다》(1998년)
- 《무사》(2001년)
- 《나와 통하는 다음검색-빽(단편영화)》(2004년)
- 《영어완전정복》(2003년)
- 《중천》(2006년, 제작)
- 《전처의 결혼식》(2010년, 제작)
- 《감기》(2013년)
- 《아수라》(2016년)
- 《서울의 봄》(2023년)

## 수상
- 1999년 제35회 백상예술대상 영화부문 시나리오상
- 2016년 제36회 한국영화평론가협회상 영평 10선
- 2017년 제26회 부일영화상 최우수감독상
- 2024년 제22회 디렉터스 컷 시상식 올해의 감독상
- 2024년 제22회 디렉터스 컷 시상식 올해의 각본상
- 2024년 제60회 백상예술대상 영화부문 작품상
- 2024년 제60회 백상예술대상 영화부문 대상
- 2024년 제33회 부일영화상 최우수감독상
- 2024년 제40회 한국영화평론가협회상 감독상
- 2024년 제40회 한국영화평론가협회상 영평 10선
- 2024년 제45회 청룡영화상 최우수작품상
- 2024년 제25회 부산영화평론가협회상 심사위원특별상
- 2024년 제11회 한국영화제작가협회상 감독상
- 2024년 제11회 한국영화제작가협회상 작품상